# Indian Queens
 (février 2024).
Indian Queens est un village des Cornouailles, en Angleterre. Le village fait partie de la paroisse civile de St Enoder.